# AFI's 10 Top 10
AFI's 10 Top 10 är en lista som skall utse de tio största amerikanska filmerna i tio klassiska filmgenrer. Listan presenterades av American Film Institute (AFI) i ett TV-program på CBS den 17 juni 2008. I programmet medverkade flera skådespelare och regissörer, däribland Clint Eastwood, Quentin Tarantino, Kirk Douglas, Harrison Ford, Martin Scorsese, Steven Spielberg, George Lucas, Roman Polanski och Jane Fonda.
Den fullständiga listan med de 500 nominerade filmerna finns på American Film Institutes webbsida.

## Animerad
AFI definierar "animerad film" som en genre där filmens bilder huvudsakligen skapas av datorer eller för hand och rollfigurernas röster görs av skådespelare.
| #  | Film                        | År   |
| -- | --------------------------- | ---- |
| 1  | Snövit och de sju dvärgarna | 1937 |
| 2  | Pinocchio                   | 1940 |
| 3  | Bambi                       | 1942 |
| 4  | Lejonkungen                 | 1994 |
| 5  | Fantasia                    | 1940 |
| 6  | Toy Story                   | 1995 |
| 7  | Skönheten och odjuret       | 1991 |
| 8  | Shrek                       | 2001 |
| 9  | Askungen                    | 1950 |
| 10 | Hitta Nemo                  | 2003 |

## Fantasy
AFI definierar "fantasy" som en genre där rollfigurerna bebor fantasifulla världar och/eller upplever situationer som överskrider naturens lagar.
| #  | Film                 | År   |
| -- | -------------------- | ---- |
| 1  | Trollkarlen från Oz  | 1939 |
| 2  | Sagan om ringen      | 2001 |
| 3  | Livet är underbart   | 1946 |
| 4  | King Kong            | 1933 |
| 5  | Det hände i New York | 1947 |
| 6  | Drömmarnas fält      | 1989 |
| 7  | Min vän Harvey       | 1950 |
| 8  | Måndag hela veckan   | 1993 |
| 9  | Tjuven i Bagdad      | 1924 |
| 10 | Big                  | 1988 |

## Gangster
AFI definierar "Gangsterfilm" som en genre som centrerar sig kring organiserad brottslighet eller kriminella i en 1920-tals miljö.
| #  | Film                                  | År   |
| -- | ------------------------------------- | ---- |
| 1  | Gudfadern                             | 1972 |
| 2  | Maffiabröder                          | 1990 |
| 3  | Gudfadern del II                      | 1974 |
| 4  | Glödhett                              | 1949 |
| 5  | Bonnie och Clyde                      | 1967 |
| 6  | Scarface – Chicagos siste gangster    | 1932 |
| 7  | Pulp Fiction                          | 1994 |
| 8  | Public Enemy - samhällets fiende nr 1 | 1931 |
| 9  | Little Caesar                         | 1931 |
| 10 | Scarface                              | 1983 |

## Science fiction
AFI definierar "science fiction" som en genre som förenar en vetenskaplig eller teknisk premiss med fantasifulla spekulationer.
| #  | Film                       | År   |
| -- | -------------------------- | ---- |
| 1  | År 2001 – ett rymdäventyr  | 1968 |
| 2  | Stjärnornas krig           | 1977 |
| 3  | E.T. the Extra-Terrestrial | 1982 |
| 4  | A Clockwork Orange         | 1971 |
| 5  | Mannen från Mars           | 1951 |
| 6  | Blade Runner               | 1982 |
| 7  | Alien                      | 1979 |
| 8  | Terminator 2 – Domedagen   | 1991 |
| 9  | Världsrymden anfaller      | 1956 |
| 10 | Tillbaka till framtiden    | 1985 |

## Västern
AFI definierar "västern" som en genre av filmer som utspelar sig i den amerikanska västern och som förkroppsligar andan, kampen och nedgången av nybyggareran.
| #  | Film                           | År   |
| -- | ------------------------------ | ---- |
| 1  | Förföljaren                    | 1956 |
| 2  | Sheriffen                      | 1952 |
| 3  | Mannen från vidderna           | 1953 |
| 4  | De skoningslösa                | 1992 |
| 5  | Red River                      | 1948 |
| 6  | Det vilda gänget               | 1969 |
| 7  | Butch Cassidy och Sundance Kid | 1969 |
| 8  | McCabe & Mrs. Miller           | 1971 |
| 9  | Diligensen                     | 1939 |
| 10 | Cat Ballou skjuter skarpt      | 1965 |

## Sport
AFI definierar "sport" som en genre av filmer med huvudpersoner som utövar idrott eller deltar i andra former av tävlingar.
| #  | Film              | År   |
| -- | ----------------- | ---- |
| 1  | Tjuren från Bronx | 1980 |
| 2  | Rocky             | 1976 |
| 3  | Bragdernas man    | 1942 |
| 4  | Best Shot         | 1986 |
| 5  | Bull Durham       | 1988 |
| 6  | Fifflaren         | 1961 |
| 7  | Tom i bollen      | 1980 |
| 8  | Loppet är kört    | 1979 |
| 9  | Över alla hinder  | 1944 |
| 10 | Jerry Maguire     | 1996 |

## Mysterie
AFI definierar "mysterie" som en genre som kretsar kring lösningen av ett brott. 
| #  | Film                    | År   |
| -- | ----------------------- | ---- |
| 1  | Studie i brott          | 1958 |
| 2  | Chinatown               | 1974 |
| 3  | Fönstret åt gården      | 1954 |
| 4  | Laura                   | 1944 |
| 5  | Den tredje mannen       | 1949 |
| 6  | Riddarfalken från Malta | 1941 |
| 7  | I sista minuten         | 1959 |
| 8  | Blue Velvet             | 1986 |
| 9  | Slå nollan till polisen | 1954 |
| 10 | De misstänkta           | 1995 |

## Romantisk komedi
AFI definierar "romantisk komedi" som en genre där framväxten av en romans leder till komiska situationer.
| #  | Film                        | Year |
| -- | --------------------------- | ---- |
| 1  | Stadens ljus                | 1931 |
| 2  | Annie Hall                  | 1977 |
| 3  | Det hände en natt           | 1934 |
| 4  | Prinsessa på vift           | 1953 |
| 5  | En skön historia            | 1940 |
| 6  | När Harry träffade Sally... | 1989 |
| 7  | Adams revben                | 1949 |
| 8  | Mångalen                    | 1987 |
| 9  | Harold å Maude              | 1971 |
| 10 | Sömnlös i Seattle           | 1993 |

## Rättsligt drama
AFI definierar "rättsligt drama" som en genre av film där rättssystemet spelar en viktig roll i filmens berättelse.
| #  | Film                 | År   |
| -- | -------------------- | ---- |
| 1  | Skuggor över Södern  | 1962 |
| 2  | 12 edsvurna män      | 1957 |
| 3  | Kramer mot Kramer    | 1979 |
| 4  | Domslutet            | 1982 |
| 5  | På heder och samvete | 1992 |
| 6  | Åklagarens vittne    | 1957 |
| 7  | Analys av ett mord   | 1959 |
| 8  | Med kallt blod       | 1967 |
| 9  | Ett skrik i mörkret  | 1988 |
| 10 | Dom i Nürnberg       | 1961 |

## Episk
AFI definierar "episk" som en genre av storskaliga filmer som skildrar det förflutna.
| #  | Film                      | År   |
| -- | ------------------------- | ---- |
| 1  | Lawrence av Arabien       | 1962 |
| 2  | Ben-Hur                   | 1959 |
| 3  | Schindler's List          | 1993 |
| 4  | Borta med vinden          | 1939 |
| 5  | Spartacus                 | 1960 |
| 6  | Titanic                   | 1997 |
| 7  | På västfronten intet nytt | 1930 |
| 8  | Rädda menige Ryan         | 1998 |
| 9  | Reds                      | 1981 |
| 10 | De tio budorden           | 1956 |